# Meridiam
Meridiam est une entreprise française indépendante basée à Paris, spécialisée dans le développement, le financement et la gestion de projets d’infrastructures publiques à long terme. Créée en 2005, Meridiam investit dans des infrastructures publiques en Europe, en Amérique du Nord et en Afrique.
Meridiam possède des bureaux dans dix pays (France, Luxembourg, États-Unis, Turquie, Sénégal, Autriche, Éthiopie, Jordanie, Gabon, Afrique du Sud).

## Historique

### 2005-2009: Premier fonds et premiers investissements
Meridiam est créée en 2005 par Thierry Déau (en), ancien directeur général d’Egis Projects, filiale de la Caisse des Dépôts et Consignations chargée du développement, du financement et de la gestion de projets d’infrastructures.
En 2006, parallèlement au premier closing de son fonds Meridiam I, la société remporte ses deux premiers projets : le tunnel de Limerick (en) en Irlande, mis en exploitation en juillet 2010, et l’autoroute A5 en Autriche, ouverte en janvier 2010.
En 2007, Meridiam remporte le contrat de projets locaux de soins de proximité Fulcrum LIFT au Royaume-Uni qui s’intègre dans un programme du ministère de la Santé britannique.
En 2008, la société procède à une nouvelle levée de fonds pour Meridiam I, lequel atteint désormais 548 millions d’euros. La même année, Meridiam remporte le projet d’autoroute A2 phase I en Pologne.
En 2009, Meridiam remporte quatre nouveaux projets en Europe : l’autoroute A5 en Allemagne, l’autoroute A2 phase II en Pologne, l’autoroute R1 en Slovaquie et le vélodrome de Saint-Quentin-en-Yvelines en France. La même année Meridiam remporte également deux projets aux États-Unis : le tunnel du Port de Miami (en) (inauguré en mai 2014), et l’autoroute North Tarrant Express (en) au Texas (mise en service en octobre 2014).

### 2010-2011: Poursuite des investissements en Europe et Amérique du Nord
Parallèlement au lancement d’une double levée de fonds de part et d’autre de l’Atlantique (Meridiam Infrastructure Europe II et Meridiam Infrastructure North America II), Meridiam signe 6 nouveaux contrats entre 2010 et 2011, dont le Centre de recherche de l’hôpital universitaire de Montréal (mis en service à l’automne 2013), le tribunal de Long Beach en Californie (mis en service à l’automne 2013), le Nottingham Express Transit phase II (mis en service en mai 2015), ou encore la ligne à grande vitesse Sud Europe Atlantique en France (mise en service prévue à l’été 2017).

### 2012-2013: Renforcement de l’indépendance
En 2012, Meridiam se réorganise autour d’un nouveau conseil de surveillance.
La même année, les investissements reçus de Meridiam Infrastructure Europe II et de Meridiam Infrastructure North America II accroît la capacité d’investissement de la société à 2,3 milliards de dollars.
Pour financer les logements étudiants de l’université du Hertfordshire (mise en service prévue en septembre 2016), l’entreprise lance en 2013 le premier financement obligataire non rehaussé d’infrastructure en Europe.
Parallèlement, Meridiam établit un partenariat avec l’EDHEC Risk-Institute pour soutenir la recherche académique. Une nouvelle chaire est lancée, consacrée aux investissements en fonds propres dans les infrastructures, ainsi qu’à la reconnaissance des infrastructures comme classe d’actif à part entière. Cette position a été récemment[Quand ?] reprise par le régulateur européen EIOPA à l’issue d’une consultation.

### 2014: Développement en Afrique et nouveaux investissements en Europe
Au premier semestre 2014, la société annonce la levée d’un premier fonds destiné au continent africain, le Meridiam Infrastructure Africa Fund, visant 300 millions d’euros sur une durée de quinze ans. En septembre 2015, la Banque européenne d’investissement annonce sa participation dans ce fonds à hauteur de 30 millions d’euros. En 2016, Meridiam ouvre un bureau à Dakar.
La même année, Meridiam ouvre un bureau à Istanbul et investi dans quatre projets d’hôpitaux dans le pays.
En février 2015, l’entreprise signe un contrat de concession réunissant les ports de Boulogne-sur-Mer et Calais et comprenant le projet Calais Port 2015. Il s’agit du premier projet français d’infrastructure publique porté par la France dans le cadre du plan Juncker.
Dans le contexte de la COP 21 organisée fin 2015 à Paris, Meridiam a annoncé la création d’un nouveau fonds destiné aux projets d’infrastructures en rapport avec la transition énergétique, le fonds Meridiam Transition. En 2018, ce dernier annonce s'engager à hauteur de 30 millions d'euros dans le capital d'Evergaz, entreprise française spécialisée dans le biogaz, pour accélérer son développement en Europe. Le 31 mai 2018, Meridiam procède au rachat d'Allego, un opérateur néerlandais de stations de recharge pour véhicules électrique de dimension européenne .
En 2019, Meridiam adopte le statut de société à mission,. En 2020, Meridiam possède des bureaux dans neuf pays (France, Luxembourg, États-Unis, Canada, Turquie, Sénégal, Ethiopie, Autriche et Jordanie), emploie 300 salariés, compte 8 milliards d’euros d’actifs sous gestion, et a investi jusqu'en 2020 dans 80 projets de transports, de bâtiments, et de services publics. En janvier 2021, Meridiam remporte le contrat de concession pour gérer les services publics d’eau et d’énergie de l'université de Fresno en Californie.

### 2020 et après: poursuite des investissements et rachat de SUEZ
Fin 2020, Meridiam est partenaire de Veolia dans l'offre de rachat de Suez.
En octobre 2020, Meridiam devient l'actionnaire majoritaire de Voltalis.En décembre, Meridiam et Vinci finalisent le contrat de partenariat public-privé de l'autoroute D4 en République tchèque.
En mai 2021 le projet d’extension du port de Calais ouvre ses portes. Il associe Meridiam, la Caisse des Dépôts, la CCI de Région Hauts-de-France et le Grand Port Maritime de Dunkerque ainsi que la Société des Ports du Détroit.
En juin 2021, les Conseils d’administration de SUEZ et de Veolia approuvent la promesse d’achat déposée par Meridiam, GIP et Groupe Caisse des Dépôts avec CNP Assurances pour l’acquisition du « nouveau Suez ». Le Consortium d’investisseurs est constitué de Meridiam et GIP, à hauteur respectivement de 40% capital et du Groupe Caisse des Dépôts avec CNP Assurances, à hauteur de 20% du capital. La promesse d’achat est soumise à la levée de certaines conditions suspensives et notamment à l’approbation des actionnaires de SUEZ et à l’obtention des autorisations réglementaires requises.
Fin septembre 2021, Meridiam lance aux côtés de ses partenaires Hydrogène de France (HDF) et SARA (société anonyme de la raffinerie des Antilles, Groupe Rubis) le chantier de la Centrale Electrique de l’Ouest Guyanais (CEOG). C’est à l’heure actuelle le plus grand projet au monde de centrale électrique stockant des énergies renouvelables intermittentes grâce à l’hydrogène.
Toujours en septembre 2021, Meridiam lève plus 5 milliards d’euros pour ses futurs investissements. Ses actifs sous gestion s’élèvent désormais à près de 15 milliards d’euros. Tous les nouveaux fonds sont classifiés Article 9 au titre de la réglementation européenne sur la divulgation des informations relatives à la finance durable (SFDR), le standard le plus élevé en matière de développement durable.
Le 21 mars 2022, Meridiam annonce la signature d'un contrat pour l'acquisition et la gestion de bus électriques à Dakar dans l'optique de désengorger la capitale sénégalaise en proie à un trafic important qui coûte chaque année 152 millions d'euros à la ville. Les premiers bus doivent entrer en service dès 2023.
Début janvier 2023, Les Echos révèle que Meridiam est prêt à ouvrir son capital à un assureur Sud-Coréen à hauteur de 20 %,.
En juin 2023, un dossier de Jeune Afrique est consacré à la présence de Meridiam au Gabon, un pays où le groupe investit massivement et à long terme (Port d’Owendo, Transgabonaise, barrage de Kinguélé-Aval, Setrag...).
En septembre 2023, Meridiam fait l'acquisition du reconditionneur de produits Apple Okamac. Le même mois, Meridiam participe à la levée de fonds de 850 millions d'euros de Verkor, constructeur de batterie électrique automobile. Cette levée devrait lui permettre de poursuivre la construction de sa gigafactory de batteries électriques à Dunkerque.
En décembre 2023, Meridiam remporte un contrat pour la construction et l'exploitation de la deuxième centrale solaire du Togo et présente une nouvelle initiative d'investissement à la COP28 pour protéger les villes vulnérables d'Afrique contre le changement climatique.
En janvier 2024, Meridiam augmente sa participation dans la construction du terminal B de l'aéroport LaGuardia de New York. En mars, Meridiam inaugure à Selma, en Alabama, le projet Transformative Fiber Infrastructure. Le même mois, Exoès s'associe à Bpifrance et Meridiam dans le cadre d'un accord de 35 millions d'euros portant sur l'avenir de la mobilité électrique.

## Activités
Meridiam développe, finance, construit et gère, notamment dans le cadre de partenariats public-privé
- Des infrastructures de transport (LGV[55], autoroutes[56], tunnels[8], ports[57], tramways[14], etc.)
- Des équipements sociaux, sportifs et éducatifs (universités[58], centres de santé[59], stades[60], etc.)
- Des bâtiments publics (palais de justice[13], centres administratifs[61], ministères, etc.)
- Des infrastructures de service en réseau (eau, déchets, énergie[62],[63], etc.)
- Des nouvelles sources d’énergie (énergie solaire, hydroélectrique, géothermique, etc.)[64]

Meridiam affiche plusieurs spécificités liées à ses activités. La société s’engage à long terme (au moins vingt-cinq ans), le fonds exploite lui-même les projets qu’il finance et les opérations sont sélectionnées en fonction de leur impact social, sur la base des objectifs de développement durable fixés par l’ONU.
Meridiam est présent dans 25 pays avec des bureaux situés dans 10 villes : France, Luxembourg, États-Unis, Turquie, Sénégal, Autriche, Éthiopie, Jordanie, Gabon, Afrique du Sud.

## Certifications et labels
En décembre 2022, Meridiam a obtenu le label international des entreprises à mission B Corp.